# 이브닝 (잡지)
《이브닝》(일본어: イブニング 이부닌구[*], 영어: Evening)은 고단샤가 발행하는 청년 만화 잡지이다.
간행시기는 둘째주 화요일 및 넷째주 화요일로 월 2회 발간되고 있다.
2010년 1분기 판매량이 150,000부인 반면, 2019년 1분기 판매량이 75,000부로 감소하고 있다.
판형은 B5이며 판매 가격은 380엔으로 책정되었다.

## 주요 작품
- 데스토피아
- 부르잖아요, 아자젤 씨.
- 소녀 파이트
- 소꿉친구는 여자아이가 되어라
- 이누야시키
- 김전일 37세의 사건부
- 캡틴 아리스